# Ceratomegilla undecimnotata
Ceratomegilla undecimnotata – gatunek chrząszcza z rodziny biedronkowatych.
Chrząszcz o krótkim, owalnym, lekko spłaszczonym ciele długości od 5 do 7 mm. U samca głowa jest żółta z czarną nasadą, a u samicy czarna z parą żółtych plamek. U samców trzeci człon czułków jest rozdwojony. Przedplecze ma przedni brzeg głęboko wcięty, brzegi boczne obrzeżone do około połowy długości, a krawędź nasadową nieobrzeżoną. Barwa przedplecza jest czarna z żółtymi kątami przednimi, a niekiedy, zwłaszcza u samców, także z żółtą krawędzią przednią. Na czerwonoceglastych pokrywach występują po trzy czarne plamy oraz jedna wspólna czarna plama wspólna zajmująca tarczkę, która z tyłu jest rozszerzona nieznacznie lub wcale nierozszerzona na boki. Plamy przednie pokryw leżą na barkach, zaś środkowe są znacznie przesunięte ku tyłowi. Wierzchołek pokryw ma formę ostrołuku. Odnóża środkowej i tylnej pary mają golenie z dwoma kolcami na wierzchołkach. Stopy cechuje obecność zęba u nasady pazurka. Pierwszy z widocznych segmentów odwłokowych zaopatrzony jest w linie udowe.
Biedronki te zasiedlają stanowiska nasłonecznione, o charakterze kserotermicznym lub ruderalnym, gdzie bytują na krzewach i drzewach liściastych, bylinach i roślinach zielnych. Szczególnie często widywane są na ostach. Zjadają mszyce, m.in. Hyalopterus pruni. Zimę spędzają wśród uschniętych traw, pod kamieniami i w szczelinach skalnych.
Owad rozprzestrzeniony od krajów śródziemnomorskich i Europy Środkowej przez Europę Wschodnią i Turcję po Kaukaz i Syberię. W Polsce należy do najrzadszych biedronek. Po 1950 roku notowano ją z Niziny Wielkopolskiej, Wyżyny Lubelskiej, Wyżyny Małopolskiej, Pienin i Bieszczadów.